# Citroën Visa
Citroën Visa — супермини, выпускавшийся с 1978 по 1988 год французской компанией Citroën.

## Описание
Презентация Citroën Visa состоялась в 1978 году. Кузов был разработан собственной командой дизайнеров Citroën.
Первоначально модель Visa продавалась в трёх комплектациях: Special, Club и Super. Комплектации Special и Club имели модернизированный 652-кубовый двухцилиндровый оппозитный двигатель мощностью 26,5 кВт (36 л. с.), а комплектация Super — 1124-кубовый четырёхцилиндровый двигатель мощностью 57 л. с.
В 1980 году в моторную гамму Citroën Visa вошёл ещё один двигатель объёмом 1219 см3 и мощностью 47 кВт (64 л. с.). Ранние версии Visa окрашивались в красный, зелёный и жёлтый цвета, а поздние окрашивались в другие цвета. В марте 1981 года автомобили прошли рестайлинг.
В 1984 году были представлены дизельные версии Citroën Visa — 17 R и 17 RD. В 1985 году был проведён редизайн приборной панели. В 1987 году был налажен выпуск модели Visa 10 с двигателем объёмом 1000 см3.
В начале 1990-х годов китайская компания Wuling купила лицензию у французской компании Citroën на производство Visa на своих производственных предприятиях. Автомобиль выпускался под названием Wuling LZW7100 с 1991 по 1994 год. В течение этого времени было выпущено, в общей сложности, 1314 единиц для внутреннего китайского рынка.

## Двигатели
| Код двигателя             | Количество цилиндров    | Объём (см3) | Мощность                           | Крутящий момент         |
| ------------------------- | ----------------------- | ----------- | ---------------------------------- | ----------------------- |
| V06/630, V06/644, V06/665 | 2 (Boxer)               | 652         | 25 кВт (34 л. с.) при 5250 об/мин  | 48 Н⋅м при 3500 об/мин  |
| XV8                       | 4                       | 954         | 33 кВт (44 л. с.) при 6000 об/мин  | 65 Н⋅м при 2750 об/мин  |
| XW7                       | 4                       | 1124        | 37 кВт (49 л. с.) при 5500 об/мин  | 83 Н⋅м при 2500 об/мин  |
| XZ5X                      | 4                       | 1219        | 47 кВт (63 л. с.) при 6000 мин     | 91 Н⋅м при 3000 об/мин  |
| XY7                       | 4                       | 1360        | 44 кВт (59 л. с.) при 5000 об/мин  | 105 Н⋅м при 2500 об/мин |
| XY8                       | 4                       | 1360        | 59 кВт (79 л. с.) при 5800 об/мин  | 108 Н⋅м при 2800 об/мин |
| XU5J                      | 4                       | 1580        | 85 кВт (113 л. с.) при 6250 об/мин | 131 Н⋅м при 4000 об/мин |
| XUD7                      | 4 (дизельный двигатель) | 1769        | 44 кВт (59 л. с.) при 4600 об/мин  | 112 Н⋅м при 2000 об/мин |

| Модель | Двигатель            | Объём (см3)          | Топливная система                               | Мощность при об/мин     | Крутящий момент при об/мин | Компоновка           | Тип трансмиссии/количество передач | Масса                | Максимальная скорость | Разгон 0—100 км/ч (0—62 миль/ч) (сек.) | Рахсод топлива (л/100 км) | Годы производства    | Охлаждение           |
| Бензиновые двигатели | Бензиновые двигатели | Бензиновые двигатели | Бензиновые двигатели                            | Бензиновые двигатели    | Бензиновые двигатели       | Бензиновые двигатели | Бензиновые двигатели               | Бензиновые двигатели | Бензиновые двигатели  | Бензиновые двигатели                   | Бензиновые двигатели      | Бензиновые двигатели | Бензиновые двигатели |
| --- | -------------------- | -------------------- | ----------------------------------------------- | ----------------------- | -------------------------- | -------------------- | ---------------------------------- | -------------------- | --------------------- | -------------------------------------- | ------------------------- | -------------------- | -------------------- |
| Visa Special/Club/ Entreprise/base | V06                  | 652                  | Карбюратор                                      | 25 кВт (34 л. с.)/5250  | 49 Н⋅м/3500                | FWD                  | M/4                                | 745 кг (1642 фунтов) | 128 км/ч (80 миль/ч)  | 29.3                                   | 5.4                       | 1978—1987            | Воздушное            |
| Visa 10E | XV                   | 954                  | Карбюратор                                      | 33 кВт (44 л. с.)/6000  | 66 Н⋅м/3000                | FWD                  | M/4                                | 810 кг (1786 фунтов) | 133 км/ч (83 мили/ч)  | 19.8                                   | 6.6                       | 1986—19881           | Водяное              |
| Visa Super/Super E/ L / 11 E/11 RE/Entreprise | XW7                  | 1124                 | Карбюратор                                      | 37 кВт (49 л. с.)/5500  | 84 Н⋅м/2500                | FWD                  | M/4                                | 800 кг (1764 фунтов) | 144 км/ч (89 мили/ч)  | 16.6                                   | 7.7                       | 1978—1988            | Водяное              |
| Visa Cabriolet | XW7                  | 1124                 | Карбюратор                                      | 37 кВт (49 л. с.)/5500  | 84 Н⋅м/2500                | FWD                  | M/4                                | 813 кг (1792 фунтов) | 137 км/ч (85 миль/ч)  | 20.7                                   | 6.5                       | 1983—1985            | Водяное              |
| Visa Super X | XZ7G                 | 1219                 | Карбюратор                                      | 47 кВт (63 л. с.)/6000  | 91 Н⋅м/3000                | FWD                  | M/4                                | 815 кг (1797 фунтов) | 155 км/ч (96 миль/ч)  | 14.0                                   | 8.3                       | 1980—1982            | Водяное              |
| Visa 14 TRS | XY7                  | 1360                 | Карбюратор                                      | 44 кВт (59 л. с.)/5000  | 105 Н⋅м/2500               | FWD                  | M/4                                | 830 кг (1830 фунтов) | 153 км/ч (95 мили/ч)  | 14.0                                   | 6.3                       | 1985—1987            | Водяное              |
| Visa GT/Chrono2/Tonic | XY8                  | 1360                 | Карбюратор                                      | 59 кВт (79 л. с.)/58003 | 109 Н⋅м/2800               | FWD                  | M/5                                | 830 кг (1830 фунтов) | 168 км/ч (104 миль/ч) | 10.9                                   | 7.3                       | 1982—1985            | Водяное              |
| Visa Chrono4 | XYR                  | 1360                 | Карбюратор                                      | 68 кВт (92 л. с.)/5800  | 125 Н⋅м/4500               | FWD                  | M/5                                | 850 кг (1874 фунтов) | 173 км/ч (107 мили/ч) | 10.2                                   | 8.5                       | 1982                 | Водяное              |
| Visa 1000 Pistes | —                    | 1360                 | Карбюратор                                      | 82 кВт (110 л. с.)/6800 | 131 Н⋅м/4500               | AWD                  | M/5                                | 850 кг (1874 фунтов) | 183 км/ч (114 мили/ч) | 8.7                                    | 9                         | 1983                 | Водяное              |
| Visa GTi | XU5J                 | 1580                 | Инжекторная система подачи топлива              | 77 кВт (104 л. с.)/6250 | 134 Н⋅м/4000               | FWD                  | M/5                                | 870 кг (1918 фунтов) | 188 км/ч (117 миль/ч) | 9.1                                    | 7.4                       | 1985—1986            | Водяное              |
| Visa GTi | XU5 JA/K             | 1580                 | Инжекторная система подачи топлива              | 85 кВт (113 л. с.)/6250 | 134 Н⋅м/4000               | FWD                  | M/5                                | 870 кг (1918 фунтов) | 192 км/ч (119 мили/ч) | 8.8                                    | 7.8                       | 1986—1988            | Водяное              |
| Дизельные двигатели |                      |                      |                                                 |                         |                            |                      |                                    |                      |                       |                                        |                           |                      |                      |
| Visa 17 D/17 RD/ 17 D Entreprise | XUD7/K               | 1769                 | Безнаддувной механический посредственный впрыск | 44 кВт (59 л. с.)/4600  | 110 Н⋅м/2000               | FWD                  | M/4                                | 890 кг (1962 фунтов) | 152 км/ч (94 мили/ч)  | 15.9                                   | 5.2                       | 1984—1988            | Водяное              |
| Примечания: 1Появились в 1984 году на некоторых рынках 2Версия Chrono, представленная в 1983 году, продавалась не только во Франции 372 л. с. при 6000 об/мин для швейцарского рынка 4Разработан исключительно для французского рынка |                      |                      |                                                 |                         |                            |                      |                                    |                      |                       |                                        |                           |                      |                      |

## Галерея

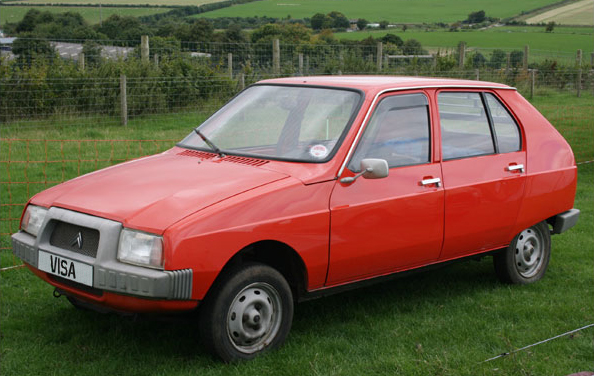
Citroën Visa MkI
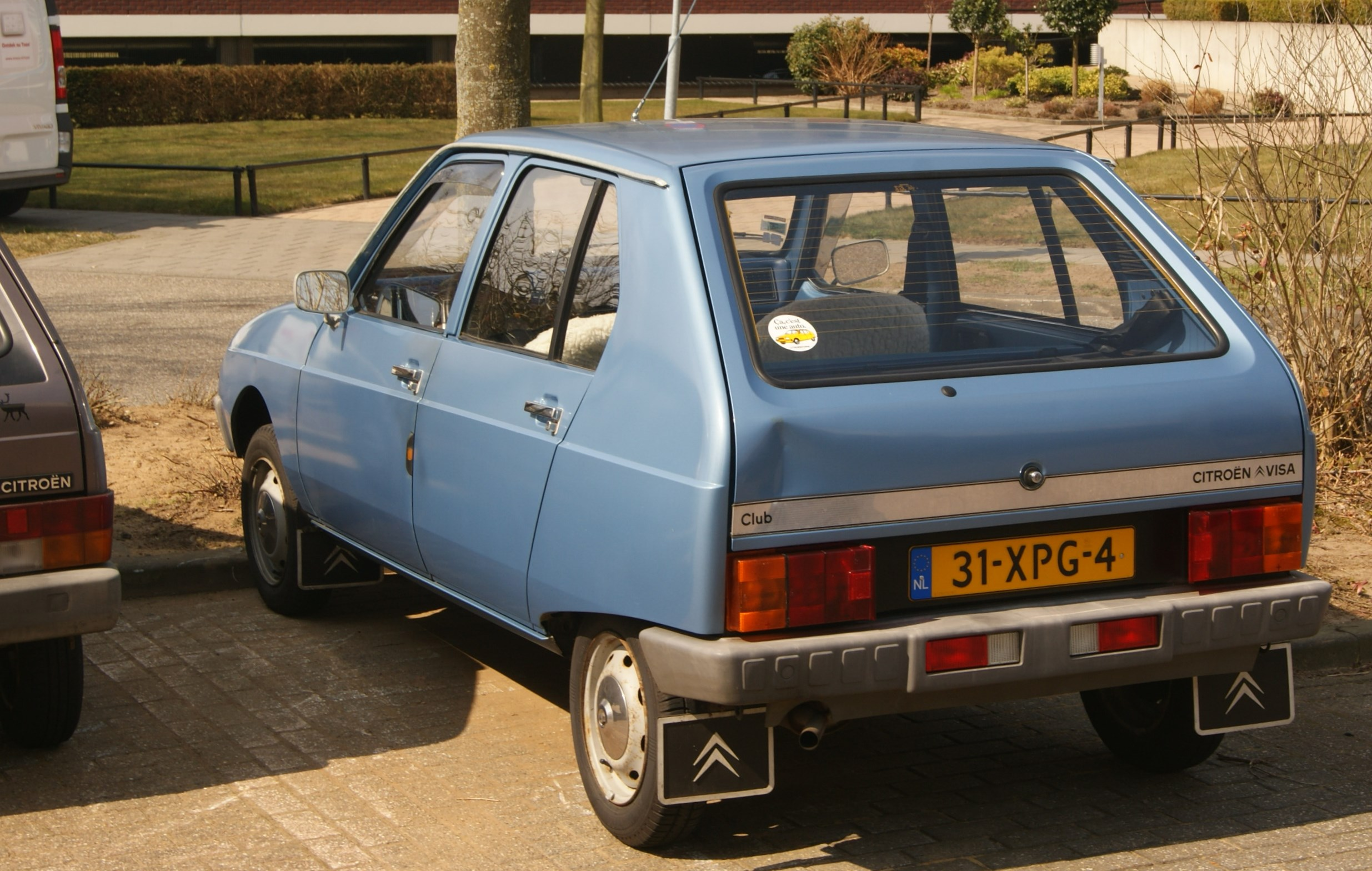
Вид сзади
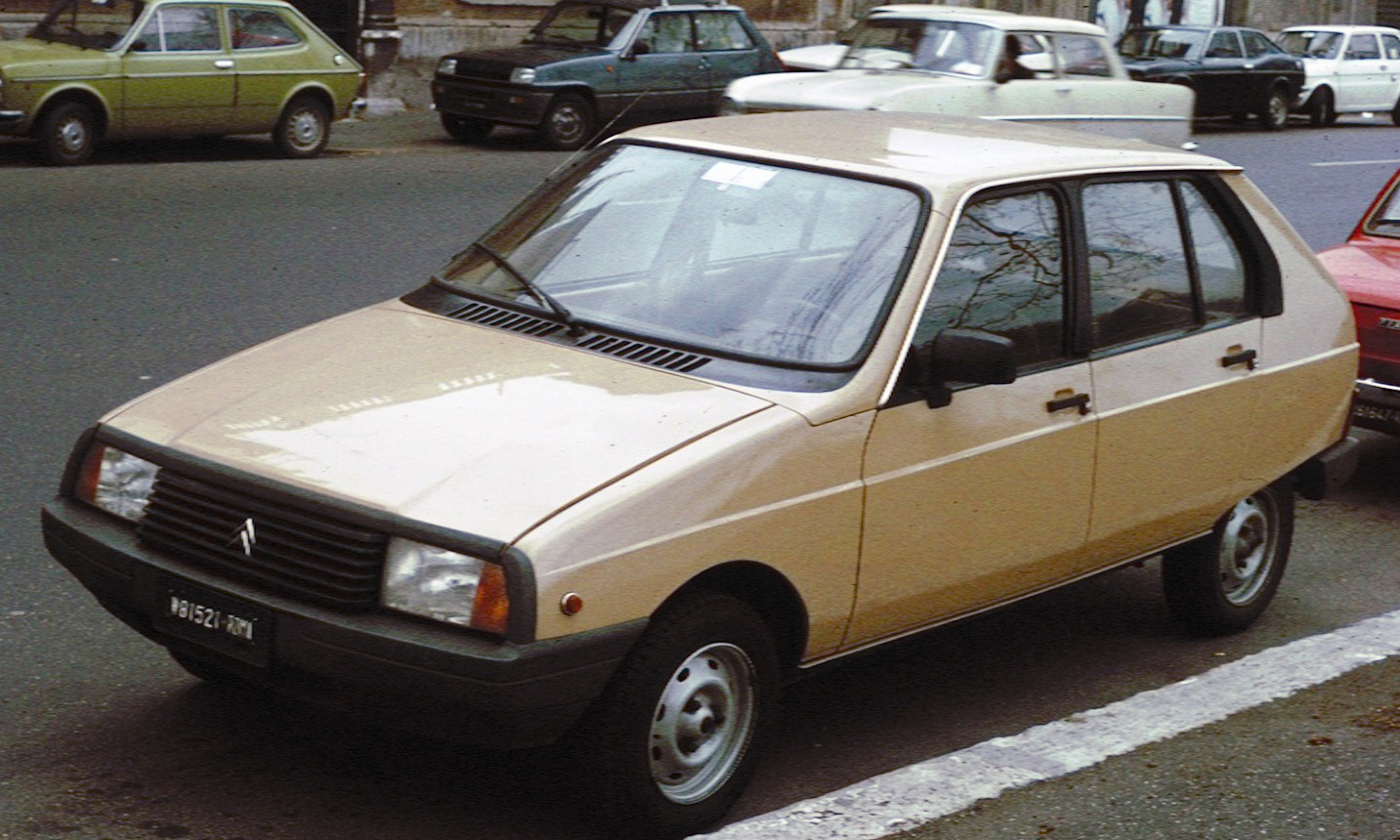
Citroën Visa Spécial Mk2
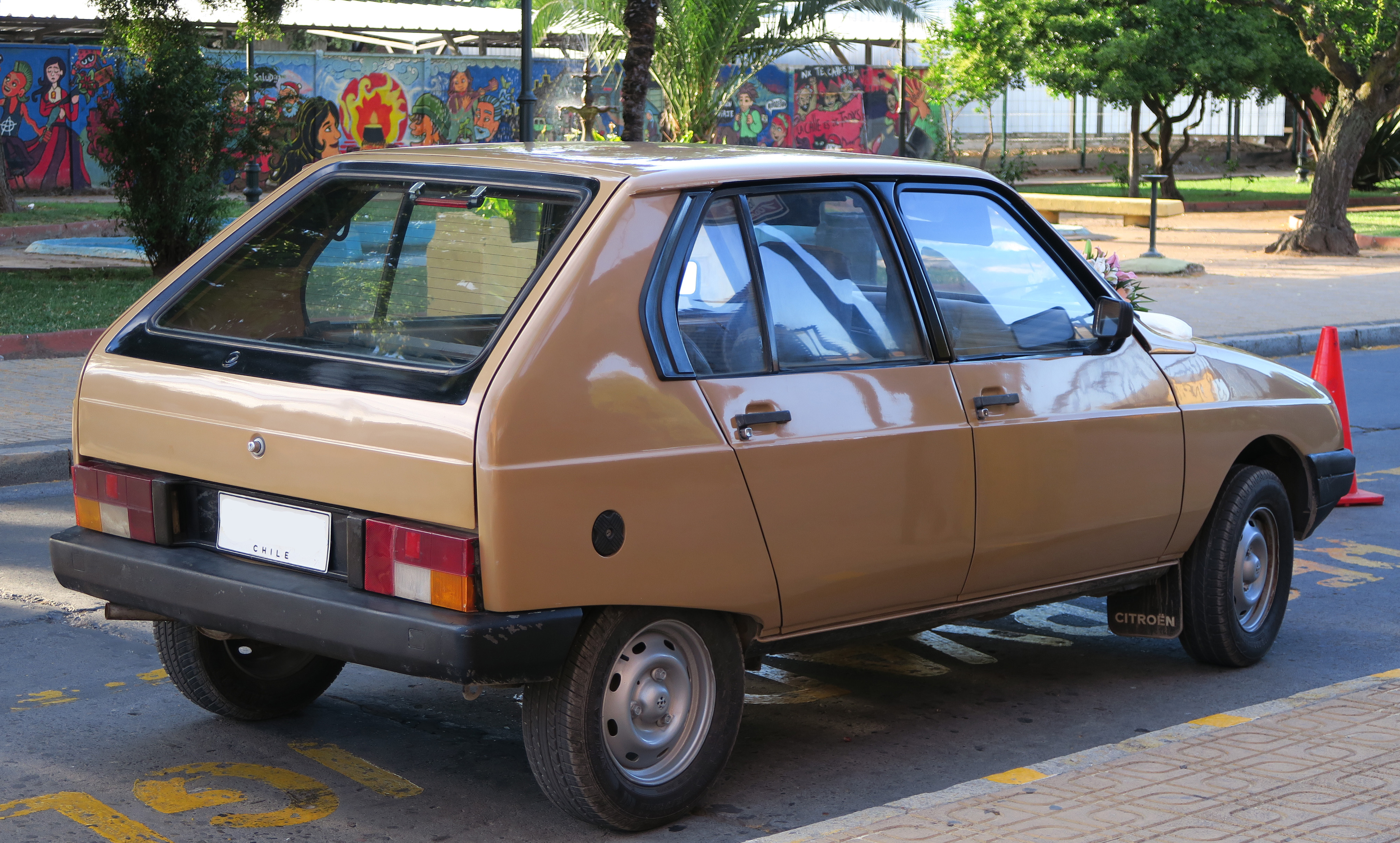
Вид сзади
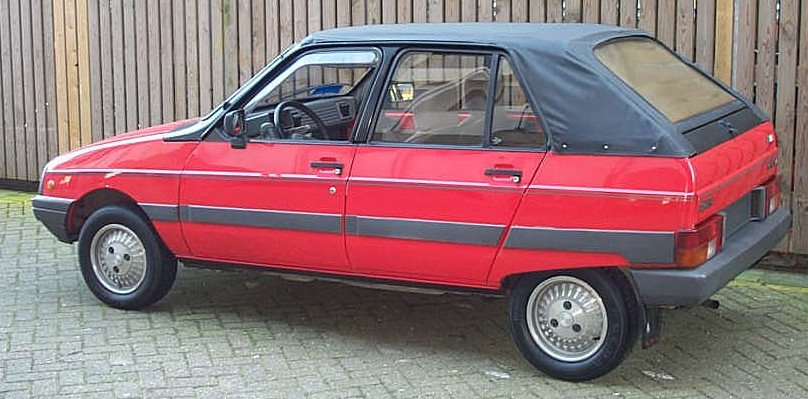
Citroën Visa Cabriolet
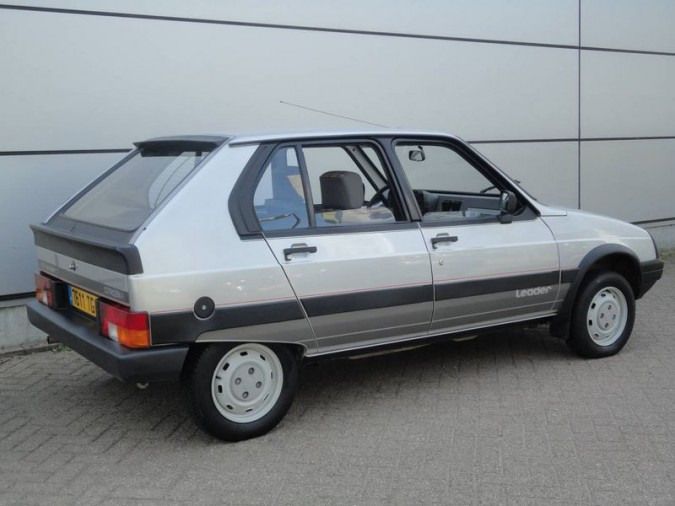
Citroën Visa Leader с 1,7-литровым дизельным двигателем
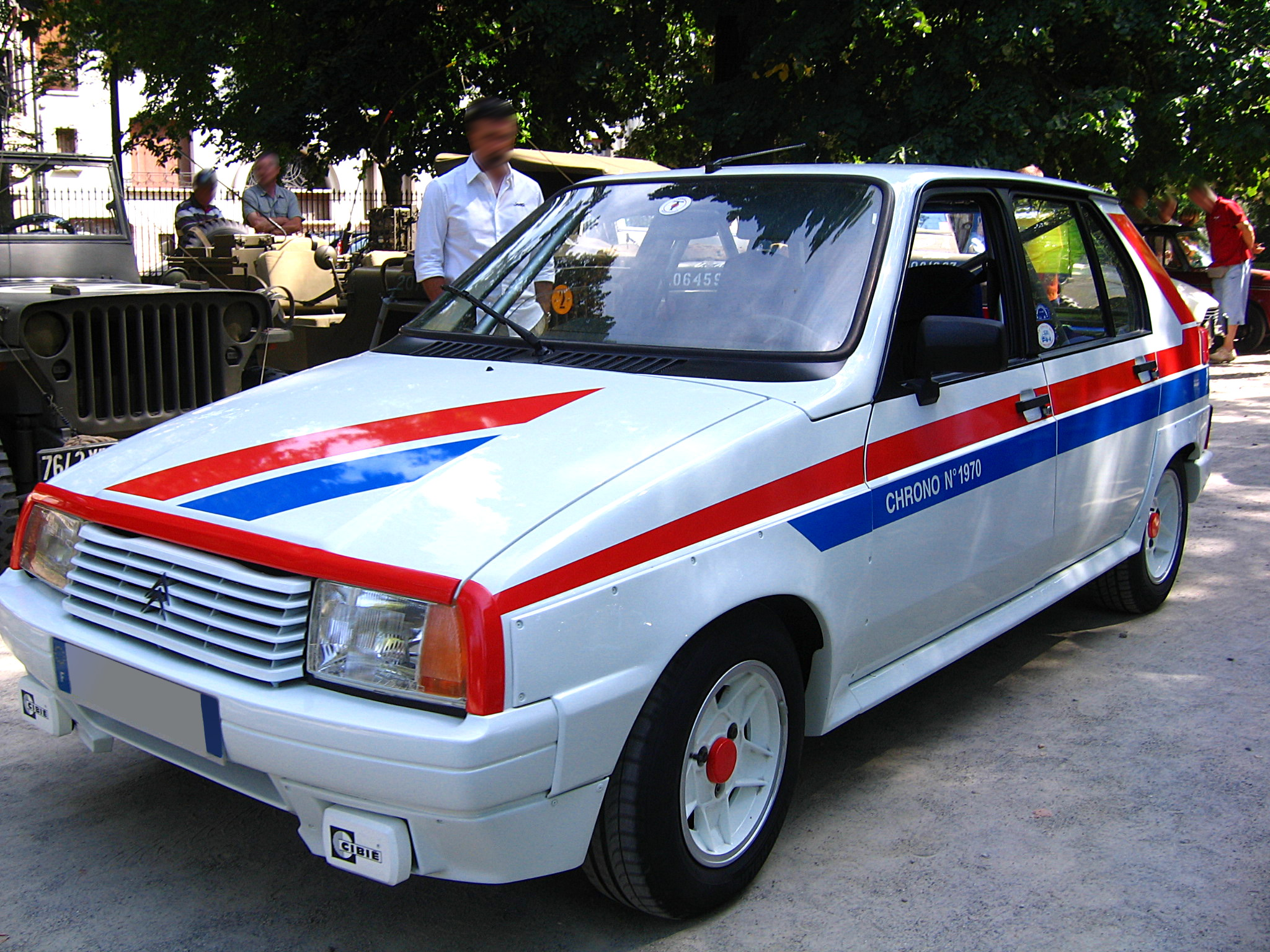
1982 Citroën Visa Chrono
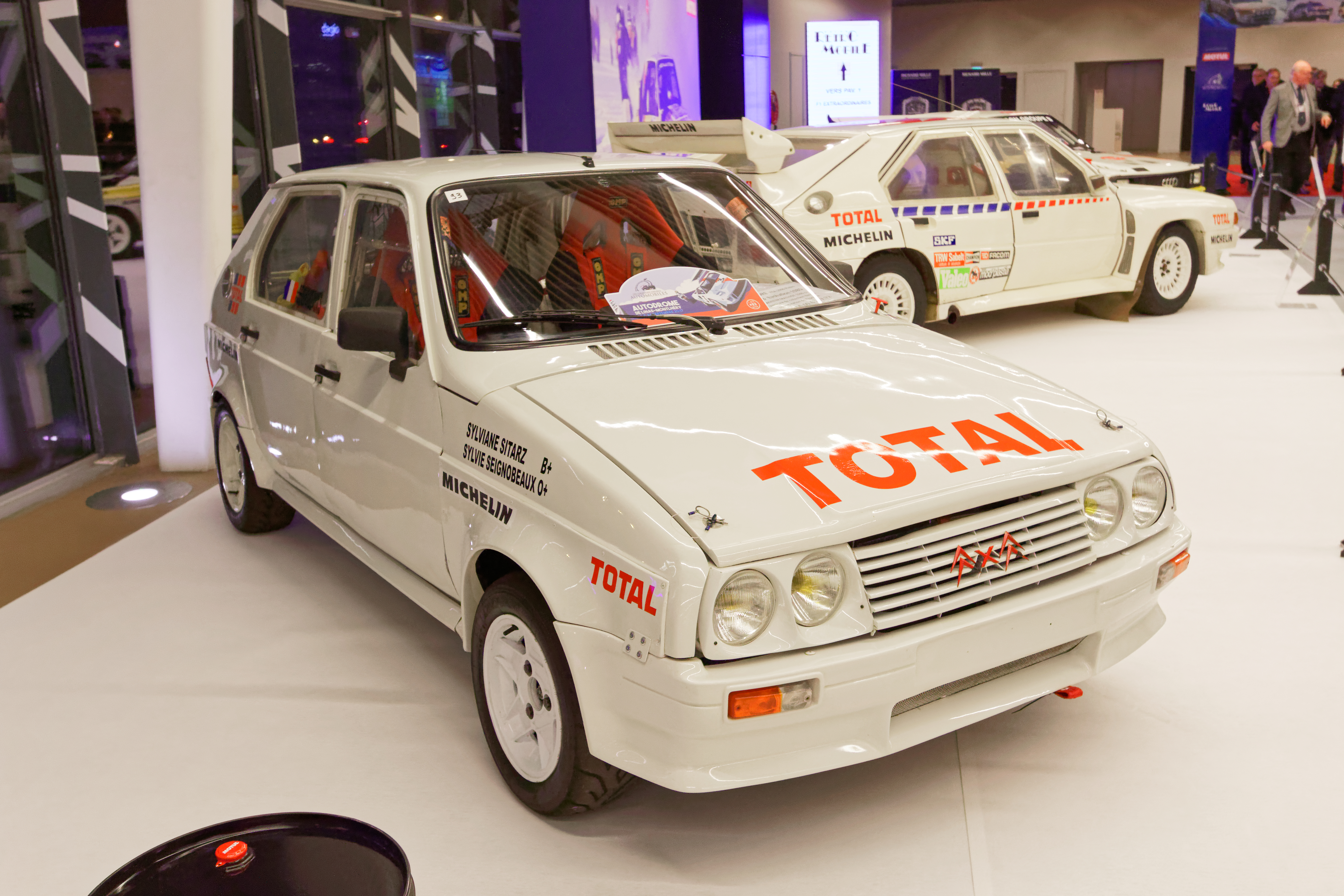
Visa Mille Pistes